# Natale Giannetti
Natale Giannetti (fl. XX secolo) è stato un calciatore italiano, di ruolo attaccante.

## Carriera
Con il Legnano disputa 5 gare nel campionato di Prima Divisione 1925-1926.